# T-54/55
T-54 og T-55 var en serie sovjetiske kampvogne. Den første T-54-prototype fremkom i marts 1945, lige inden afslutningen på 2. Verdenskrig. T-54 blev sat i serieproduktion i 1947 og blev standardkampvognen i de pansrede enheder i den Røde hær og Warszawapagtlandene foruden en række andre hære og var indblandet i mange af de krige, som udkæmpedes i den anden halvdel af 20. århundrede.
T-54/55-serierne endte med at blive de kampvogne, som er fremstillet i størst antal i historien. De estimerede produktionstal ligger på mellem 86.000 og 100.000.
T-54/55 blev til sidst erstattet af T-62, T-72 og T-80 i de sovjetiske og russiske hære, men serien anvendes stadig i op imod 50 andre lande verden over, hvoraf nogle har fået avancerede opgraderinger.
T-54- og T-55-kampvognene kom aldrig i direkte kamp med deres NATO-modstandere i Europa under Den kolde krig; men deres fremkomst i vest i 1960 ansporede USA til at udvikle M60.

## Udviklingshistorie

### Forgængerne T-34 og T-44
Den sovjetiske middeltunge T-34 kampvogn fra 1940 anses af mange for at have været periodens bedste kombination af ildkraft, pansring og bevægelighed. Udviklingen af den fortsatte under 2. Verdenskrig, og den fortsatte med at klare sig godt; men udviklerne kunne ikke inddrage den nyeste teknologi eller større ændringer, da serieproduktionen af kampvognen ikke kunne afbrydes i krigstid.
I 1943 genoplivede Morozov Design Bureau førkrigs-T-34M-udviklingsprojektet og skabte T-44-kampvognen. Takket være en pladsbesparende torsionsaffjedring og fjernelse af maskingeværskytten i skroget klarede T-44 sig mindst lige så godt som T-34, men havde betydelig bedre pansring. Ulempen ved T-44 var imidlertid dens lille tårn, som ikke kunne rumme en kraftigere kanon end dens forgængers 85 mm kanon. Man ønskede sig en kampvogn, som kunne rumme en 100 mm kanon.

### Prototyper
Udviklingen af den første T-54-prototype begyndte i oktober 1944 på OKB-520-designbureauet på Stalin Ural kampvognsfabrik nr. 183 (Uralvagonzavod), der lå i Nizhny Tagil. Den oprindelige tegning blev færdig i december, og den første prototype var færdig i februar 1945.
Afprøvninger udført i marts og april 1945 førte til, at den nye kampvogn blev godkendt til tjeneste i den Røde hær med modelbetegnelsen T-54. Kampvognen havde næsten det samme skrog og fremdriftssystem som T-44. De væsentligste forskelle bestod i et tykkere frontpanser (120 mm på den øverste del og 90 mm længere nede) en ny luge til køreren og udkigshul. Tårnringens diameter blev øget til 180 cm, og den fik tykkere pansring (180 mm foran, mellem 90-150 mm på siderne og 30 mm ovenpå).
Hovedvåbenet var en 100 mm D-10TK, og hertil kom to 7,62 mm GWT-maskingeværer. Kampvognens motor var en ny V-54 12-cylindret 38,88 liter vandkølet dieselmotor, som leverede 520 hk (388 kW) ved 2.000 omdrejninger i minuttet med en to-trins reduktionsgearkasse. Brændstofkapaciteten blev også forøget (530 liter i den indre tank og 165 liter i den ydre). I modsætning til T-34 var den ydre tank forbundet med brændstofsystemet. Gummivalserne på vejhjulene blev gjort bredere. Vægten var på 35,5 t, hvilket gjorde T-54 en anelse langsommere end T-44 med 43,5 km/t. Rækkevidden på vej blev forøget til 360 km.
Det blevet besluttet at modernisere kampvognen, inden produktionen blev startet. Den nye kampvogns tårn blev afprøvet på to modificerede T-44-kampvogne.
En anden T-54-prototype blev bygget i juli 1945, som fik den alternative betegnelse Ob'yekt 137. Kampvognen var udstyret med et nyt tårn med 100 mm LB-1 kampvognskanonen og 7,62 mm SG middeltungt coaxialt maskingevær. Tårnets pansring blev forøget (200 mm foran og mellem 125 og 160 mm på siderne). Kampvognen var også udstyret med to 7,62 mm SG-43 middeltunge maskingeværer monteret inden i kasser på skærmene hver med 500 patroner og betjent af køreren. Tårnet var også udstyret med et 12,7 mm DShK tungt anti-luftskyts maskingevær. Brændstofkapaciteten blev forøget (545 liter i indre brændstoftanke og 180 liter i ydre) og af den grund var rækkevidden fortsat 360 km på trods af den højere vægt på 39,15 t. Denne prototype blev afprøvet i perioden mellem juli og november 1945. Selv om der var mange ulemper, som skulle rettes, og mange ændringer, som skulle gennemføres i køretøjets dokumentation, blev det besluttet at indlede serieproduktion af det nye køretøj, og det blev officielt taget i brug den 29. april 1946. Produktionen startede i Nizhni Tagil og Kharkiv i 1947.

### T-54
Produktionen af den første serie af T-54'er begyndte langsomt, da der blev foretaget 1.490 ændringer. Den Røde hær fik en kampvogn som var bedre end modellerne i 2. verdenskrig og i teorien var bedre end de bedste potentielt fjendtlige kampvogne. Den 100 mm kanon var ikke så kraftig som 88 mm kanonen i Tiger 2; men var bedre end 88 mm kanonen i Tiger 1, og kunne sammenlignes med 75 mm kanonen i Panther-kampvognen.
På grund af dens revolutionerende udformning blev denne kanon monteret i en kampvogn, som kun vejede 80% af en Panther, 2/3 af en Tiger 1 og halvdelen af en Tiger 2. Den lave vægt, kraftige motor og robuste affjedring betød at den havde en fremragende mobilitet i terræn. Holdbarhedsprøverne forløb uden nedbrud.
Serieproduktionsversionen, med betegnelsen T-54-1, adskilte sig fra den anden T-54-prototype. Den havde tykkere pansring af skroget (80 mm på siderne, 30 mm på toppen og 20 mm i bunden) hvilket var mere end den tyske Tiger kampvogn. Da produktionen tog fart opstod der kvalitetsproblemer. Produktionen blev standset og en forbedret T-54-2 (Ob'yekt 137R) version blev udformet. Adskillige ændringer blev foretaget og et nyt tårn blev tilpasset. Det nye kuppelformede tårn med flade sider var inspireret af tårnet på den tunge IS-3 kampvogn. Den lignede det senere T-54 men havde et karakteristisk overhæng bagude. Det havde også en kortere tårnudbygning. Maskingeværerne på skærmene blev fjernet til fordel for et enkelt maskingevær foran. Kraftoverførslen blev moderniseret og bælterne blev gjort bredere (58 cm). T-54-2 gik i produktion i 1949 (på Stalin Ural kampvognsfabrik nr. 183 (Uralvagonzavod) startede produktionen i 1950). I 1951 blev der gennemført en anden modernisering, kaldet T-54-3 (Ob'yekt 137Sh), som indeholdt et nyt tårn uden underskæringer i siden og det TSh-2-22 teleskop sigte for kanonereren i stedet for TSh-20. Kampvognen havde også installeret TDA røggenereringssystem. En kommando version blev også fremstillet, T-54K (komandirskiy), med en ekstra R-113 radio.

#### T-54A og T-54B
I begyndelsen af 1950'erne var der sket betydelige udskiftninger i medarbejderstaben på OKB-520 design bureau i Stalin Ural kampvognsfabrik nr. 183 (Uralvagonzavod), der lå i Nizhny Tagil. Morozov var udskiftet med Kolesnikow som efterfølgende blev udskiftet med Leonid N. Kartsev i marts 1953. Den nye konstruktørs første beslutning var at udstyre 100 mm D-10T kanonen med STP-1 "Gorizont" lodret stabilisator. Den nye kampvognskanon fik betegnelsen D-10TG og blev passet ind i T-54'erens tårn. Den nye kampvogn fik også natkikkertudstyr til køreren og fik betegnelsen T-54A (Ob'yekt 137G). Oprindelig havde den en lille kontravægt på mundingen, som senere blev erstattet af en røggasfjerner. Den var også udstyret med OPVT snorkel, TSh-2A-22 teleskopsigte, TVN-1 infrarød kørerperiskop og infrarøde lygter, ny R-113 radio, flertrins luftfilter til motoren og kølerkontrol til forbedret motorydelse, en elektrisk oliepumpe, sumppumpe, automatisk ildslukker og ekstra brændstoftanke. Kampvognen blev officielt taget i brug i 1954 og gik i produktion i 1955. Den fungerede også som grundlag for T-54AK kommandokamvognen med yderligere R-112 radio (kampvogne ved fronten var udstyret med R-113 radio udstyr), TNA-2 navigationsudstyr, fem færre granater til hovedkanonen og AB-1-P/30 opladeren, som blev fremstillet i beskedent antal. I oktober 19554 blev en T-54A kampvogn, der fik betegnelsen T-54M (Ob'yekt 139) anvendt ved aftestning af nye D-54T og D-54TS 100 mm glatløbede kanoner, "Raduga" og "Molniya" stabilisatorer, som senere blev anvendt i T-62. De var ikke helt vellykkede, så senere T-55 udvikling fortsatte med at bruge D-10 serien af kanoner. Den blev også udstyret med en V-54-6 motor som præsterede 581 hk (433 kW). Den blev aldrig sat i produktion.
En ny version baseret på T-54A, med betegnelsen T-54B (Ob'yekt 137G2), blev udformet i 1955. Den var udstyret med en 100 mm D-10T2S kampvognskanon med STP-2 "Tsyklon" 2-dimensionel stabilisator. Den gik i produktion i 1957. I de sidste fire måneder af dens produktionstid blev de nye kampvogne udstyret med L-2 "Luna" infrarødt søgelys og TPN-1-22-11 IR kanonsigte, OU-3 IR vognkommandør søgelys. Desuden blev der udviklet moderne APFSDS ammunition, som dramatisk forbedrede kanonens gennemtrængningskraft, så den kunne holde trit med NATO's udvikling af pansring. T-54B fungerede også som grundlag for T-54BK kommandokampvognen, som havde præcis samme ekstraudstyr som T-54AK kommandokampvognen.

### T-55
Efter de første afprøvninger af atomvåben viste det sig, at en T-54 kan overleve 2-15 kt eksplosioner hvis de er længere end 300 meter fra centrum. Besætningen har mulighed for at overleve den samme eksplosion på en afstand af over 700 meter fra centret, så det blev besluttet at udviklet et ABC-krigs beskyttelsessystem, som ville begynde at fungere 0,3 sekund efter at der var opdaget gammastråling. Opgaven med at skabe et grundlæggende PAZ (Protivoatomnaya Zashchita) ABC beskyttelsessystem, som gav beskyttelse mod den dødelige trykbølge fra en atombombe og partikelfiltrering, men ikke mod radioaktivitet og gas blev givet til KB-60 design bureauet i Kharkov og det var færdigt i 1956. Dokumentationen blev sendt til Uralvagonzavod. Det blev besluttet at øge kampvognens kampkraft ved at ændre på kampvognens konstruktion og indføre nye produktionsteknologier. Mange af disse ændringer var tidligere afprøvet på T-54M (Ob'yekt 139). Kampvognen blev udstyret med den nye V-55 12-cylindrede 4-takts 38,88 liter vandkølede dieselmotor, som præsterede hk (433 kW). Den højere motorkraft blev opnået ved at forøge trykket, hvormed olien blev sprøjtet ind i motoren og tændingsgraden. Det var planlagt at indføre et varmesystem til motorrummet og MC-1 diesel filter. Motoren skulle startes pneumatisk ved brug af en AK-150S og en elektrisk startmotor. Det fjernede behovet for at kampvognen skulle have en beholder med trykluft. For at tillade lettere adgang under vedligeholdelse og reparationer, blev det besluttet at ændre lugerne over motorrummet. For at forøge rækkevidden blev der tilføjet brændstoftanke på 300 liter foran på køretøjer, hvilket forøgede den samlede brændstofkapacitet til 680 liter. Antallet af granater til hovedkanonen blev forøget fra 34 til 45, hvoraf 18 blev lagret i såkaldte våde beholdere i skrogets brændstoftanke (det var et koncept, som stammede fra Kartsevs kasserede Ob'yekt 140 kampvogn). Ammunitionsbeholdningen omfattede højeksplosive fragmenterings- og antitankgranater og det var også meningen at introducere BK5M HEAT granater, som kunne gennemtrænge 390 mm pansring. TPKU vognkommandørobservationsudstyret skulle erstattes af enten TPKUB eller TPKU-2B. Kanoneren skulle have TNP-165 observationsudstyr. Laderens 12,7 mm maskingevær, der var monteret på lugen blev opgivet, da den blev vurderet værdiløs mod hurtige jetfly. Det var meningen, at kampvognen skulle udstyres med "Rosa" ildbeskyttelsessystem. Kamvognen havde også et tykkere støbt tårn og et forbedret to-dimensionalt stabiliseringssystem fra T-54B og natkikkertudstyr. For at kompensere for vægten af det nye udstyr blev panseret bag på skroget gjort en smule tyndere. T-55 bar betydeligt bedre end den tunge kampvogne IS-2 på alle måder, herunder skudhyppighed (mindst fire mod to til knap tre i minuttet). Trods den lidt tyndere pansring foran på tårnet (200 mm mod 250 mm), klarede den sig også bed end IS-3 på grund af sin forbedrede anti-tank kanon og bedre mobilitet. Tunge kampvogne var ikke længere in. Der blev kun bygget 350 IS-3'er og senere tunge sovjetiske kampvognsmodeller forblev prototyper. Den gamle model af med særdeles mobile middelsvære kampvogne og tungt pansrede tunge kampvogne blev erstattet af en ny formel: "hoved kampvognen". En parallel udvikling i vesten førte til noget tilsvarende. T-55 var simpelthen en moderniseret T-54, men den fik en ny betegnelse af politiske årsager. Den gik i produktion på Uralvagonzavod i 1958 og blev taget i brug i den Røde Hær den 8. maj 1958.
Fra 1959 dannede kampvognen også basis for T-55K kommandokampvognen, som var udstyret med yderligere R-112 radio udstyr, AB-1-P/30 brændstofdrevet oplader og TPN-1-22-11 natkikkertsigte. Alt dette yderligere udstyr gjorde det nødvendigt at reducere mængden af medbragt ammunition til hovedkanonen til 37 granater og fjerne maskingeværet foran på køretøjet. I begyndelsen af 1960'erne blev en T-55K forsøgsvis udstyret med et "Uran" TV sendeudstyr til observation af slagmarken. Kampvognen blev udstyret med et kamera udenpå hvorfra billedet blev overført til en modtager i et BTR-50PU kommandokøretøj. Desuden blev der monteret et observationskamera på en foldemast, som var monteret på en UAZ 69 vogn. Rækkevidden hvormed billedet kunne transmitteres, var mellem 10 og 30 km. I 1961 blev en T-55 kampvogn anvendt til aftestning af "Almaz" TV systemet, som det var meningen skulle erstatte det sædvanlige observationsudstyr i forbindelse med atomprøvesprængninger og krydsning af floder. Der var et kamera monteret på skroget til køreren og to kameraer monteret på tårnet, en til at sigte med og en til observation. Billedet fra kameraerne blev videresendt til to kontrolskærme. Kampvognen fik fjernet brændstoftanken foran i kabinen og det forreste maskingevær. Desuden blev vognkommandøren placeret på kørerens plads, mens denne sad ved siden af ham. Kameraerne tillod observation og skydning i dagslys på afstande på mellem 1,5–2 km, men på grund af udstyrets lave kvalitet gav afprøvningen et negativt resultat. I begyndelsen af 1960'erne arbejdede OKB-29 design bureauet i Omsk på at tilpasse kampvognen til en GTD-3T gasturbinemotor, som præsterede 700 hk (522 kW). En T-55 kampvogn udstyret med denne motor gennemgik aftestninger, som dog ikke blev vurderet som tilfredsstillende, og kampvognen blev ikke sat i produktion. I samme design bureau blev der mellem 1962 og 1965 aftestet tre eksperimentelle T-55 kampvogne (med betegnelsen Ob'yekt 612) som var udstyret med automatgear, der blev styret af et elektro-hydraulisk apparat. Afprøvningerne viste, at en sådan gearkasse ofte ville bryde sammen i en kampvogn. På samme tid aftestedes Ob'yekt 155ML (T-55 udstyret med en aggregat til affyring af tre 9M14 "Malyutka" (NATO kode: AT-3 Sagger) ATGM'er monteret på det bageste af tårnet). Sammen med standardkampvogne blev der udformet en udgave, som var udstyret med en flammekaster (betegnet TO-55 (Ob'yekt 482)) som blev fremstillet indtil 1962. Den var udstyret med 460 liter tanke, som var fyldt med brændbar væske i stedet for de forreste brændstoftanke i skroget. Flammekasteren erstattede det koaksiale maskingevær. Det var en langt bedre måde at have flammekasteren monteret på end i den eksperimentelle Ob'yekt 483, som var baseret på en T-54 kampvogn hvor flammekasteren erstattede hovedkanonen. TO-55 flammekaster kampvogne blev taget ud af tjeneste i 1993.
Igennem 1950'erne forblev T-55 en betydelig mindre og lettere kampvogn end dens NATO modparter – den amerikanske M48 Patton og den britiske Centurion – og med god ildkraft, pansring og holdbarhed. Dens 100-mm D-10T kampvognskanon havde en større diameter end dens vestlige modparter. Denne fordel holdt indtil den blev overgået af nyere vestlige kampvogne såsom M60 Patton og opgraderede Centurioner – som begge benyttede 105 mm riflede L7 kanoner. På grund af 100 mm D-10T granatens lave mundingshastighed og kampvognens simple ildledningssystem var T-54/55 tvunget til at satse på HEAT ammunition i kamp med kampvogne indtil langt ind i 1960'erne, trods det at denne form for ammunition er forholdsvis upræcis på lang afstand. Sovjethæren anså dette for at være acceptabelt i en mulig europæisk krig, indtil udviklingen af Chobham panser begyndte at reducere effektiviteten af HEAT granater.

#### T-55A
I 1961 begyndte udvikling af et forbedret beskyttelsessystem mod ABC-krigsførelse. Målet var at beskytte besætningen mod hurtige neutroner. Beskyttelse mod gammastråling havde man i form af den tykke pansring og det grundlæggende ABC-krigs beskyttelsessystem PAZ.
Den plastiske bly anti-radioaktivitets foring blev udviklet for at give den fornødne beskyttelse. Den blev installeret inde i kampvognen. Af den grund måtte kørerens luge gøres større. Lugekarmene blev også gjort synligt større. Denne foring havde den yderligere fordel at den beskyttede besætningen mod splinter af gennembrudt pansring.
Kampvognen blev også udstyret med et komplet PAZ/FVU kemisk filtreringssystem. Det koaksiale 7,62 mm SGMT maskingevær blev udskiftet med en 7,62 mm PKT maskingevær. Sproget blev forlænget fra 6,04 m til 6,20 m. Maskingeværet i skroget blev fjernet, hvilket skaffede plads til yderligere 6 granater til hovedkanonen. Disse ændringer forøgede køretøjets vægt til 38 t.
Konstruktionsarbejdet blev udført af OKB-520 design bureau ved Uralvagonzavod under ledelse af Leonid N. Kartsev. T-55A dannede også grund for T-55AK kommando kampvognen.

### T-54/T-55 opgraderinger
I sin lange tjenestehistorie er T-55 blevet opgraderet mange gange.
Tidlige T-55'er blev udstyret med et nyt TSh-2B-32P sigte. I 1959 fik nogle kampvogne beslag til PT-55 minerydnings systemet eller BTU/BTU-55 ploven. I 1967 blev den forbedrede BM8 APFSDS granat, som kunne gennembryde panser på 275 mm på 2 km afstand introduceret. I 1970 fik nye og gamle T-55 kampvogne ændret laderens luge så der kunne monteres en 12,7 mm DShK maskingevær, til at bekæmpe truslen fra kamphelikoptere. Fra 1974 blev T-55 kampvogne udstyret med KTD-1 eller KTD-2 laser afstandsmålere i en pansret kasse monteret på kappen af kanonen samt R-123 eller R-123M radioer. Samtidig blev der gennemført tiltag for at modernisere og forlænge holdbarheden på kraftoverførslen.
Under produktionen blev T-55A ofte moderniseret. I 1965 blev der introduceret nye bælter, som kunne holde til 2-3.000 km, hvilket var dobbelt så langt som de gamle bælter. Det krævede imidlertid nye drivhjul med 14 tænder i stedet for 13. Efter 1974 blev T-55A kampvogne udstyret med KTD-1 "Newa" afstandsmålere og TSzS-32PM sigte. Alle T-55A kampvogne blev udstyret med TPN-1-22-11 natsigte. R-113 radioer blev udskiftet med R-123 radioer. Sene produktionsmodeller havde gummisideskørter og en frontrude til køreren til brug under længere marcher.
T-54 og T-55 kampvogne fortsatte med at blive opgraderet, genudstyret og moderniseret op i 1990'erne. Fremskridt i panserbrydende granater og HEAT ammunition forbedrede kanonens antitank muligheder i 1960'erne og 1980'erne.
En bred vifte af opgraderinger i forskellige prisklasser blev leveret af mange producenter i forskellige lande, med det formål at bringe T-54/55 på niveau med nyere kampvognstyper for en lavere pris. Opgraderinger omfattede nye motorer, eksplosivt reaktivt panser, nye hovedkanoner, såsom 120 og 125 mm kanoner, aktivt beskyttelsessystem og ildledningssystemer med afstandsmålere eller varmesigter. Disse forbedringer gør dem til kraftige kampvogne i hære med få ressourcer, selv i dag.
En af disse opgraderingspakker blev leveret af Cadillac Gage Textron og der blev fremstillet en prototype ved navn Jaguar. Jaguar så helt anderledes ud end sine forgængere. Et nyt tårn blev skabt med flade panserplader placeret i forskellig vinkel. Oversiden af skroget var også nyt. Motorrummet og brændstoftankene på hylderne over bælterne blev også beskyttet med panser. Den sovjetfremstillede 100 mm kanon blev udskiftet med den amerikanske M68 105 mm riflede kanon udstyret med varmeskjold. Et Marconi ildledelsessystem, som oprindelig blev udviklet til det lette amerikanske kampvogn Stingray blev også monteret. Køretøjet havde også en Cadillac-Gage våbenstabilisator og skyttens sigte var udstyret med en integreret laserafstandsmåler. Motoren havde Jaguaren arvet fra Stinger og den undergik kun mindre ændringer og indeholdt en Detroit Diesel 8V-92TA motor og XTG-411 automatgear. I 1989 blev der fremstillet to Jaguar kampvogne. Chassiset blev leveret af PRC, mens toppen af skriget og motorerne blev fremstillet af Cadillac Gage Textron.
En anden prototype opgraderingspakke blev fremstillet af Teledyne Continental Motors (nu General Dynamics Land Systems) til den ægyptiske hær og gik under betegnelsen T-54E. Efter yderligere modifikationer og aftestninger gik den i produktion og fik betegnelsen Ramses II.

## Beskrivelse
I lighed med mange kampvogne efter 2. verdenskrig har T-54 og T-55 et konventionelt layout med plads til besætningen foran og maskinrum bagerst samt et kuppelformet kanontårn midt på skroget. Kørerens luge er foran til venstre på oversiden af skroget. Vognkommandøren er placeret i venstre side med kanoneren foran sig og laderen til højre. Kampvognens ophæng har drivhjul bagude og døde bælter. Motorens udstødning er på den venstre skærm. Der er et stort mellemrum mellem det første og det andet par hjul på vejen, noget som adskiller den fra T-62, som har stadig større mellemrum mellem hjulene på vejen fra for til bag.
T-54 og T-55 kampvogne er meget ens udenpå og svære at skelne visuelt. Mange T-54'er blev også opdateret til T-55 standard, så forskellen nedtones ofte med den fælles betegnelse T-54/55. Sovjetiske kampvogne blev vedligeholdt på fabrikken for hver 7.000 km, og fik ofte mindre teknologiske opdateringer. Hange lande har tilføjet eller ændret på kampvognenes udstyr. Indien f.eks. tilføjede kunstige røggasfjernere på deres T-54 og T-55'er få deres kanonerer ikke tog fejl af dem og pakistanernes Type 59'er.
Den ældre T-54 kan skelnes fra T-55 ved hjælp af den kuppelformede ventilater på den forreste højre del af tårnet og det kører-betjente SGMT 7,62 mm maskingevær, der er monteret, så et kan skyde gennem et lille hul i midten af køretøjets front. Tidlige T-54'er havde ingen røggasfjernere, havde en indskæring bag på tårnet og en karakteristisk "svinetryne" kanonindklædning.

### Fordele og ulemper
T-54/55 kampvogne er mekanisk set simple og robuste. Det er meget simple at betjene sammenlignet med vestlige kampvogne og kræver ikke megen træning eller uddannelse af besætningen. T-54/55 er en forholdsvis lille hovedkampvogn og udgør et mindre mål for modstanderne at ramme. Kampvognen er også meget mobil på grund af dens forholdsvis lave vægt (som tillader at den let kan transporteres med tog eller lastbil og gør at den kan passere lettere broer), brede bælter (hvilket betyder et lavere tryk på overfladen og derved gode muligheder for at passere terræn med blød bund), et godt system til start i koldt vejr og en snorkel, som tillader passage af floder. T-54/55 kampvogne er fremstillet i titusinder og mange holdes stadig i reserve, eller endda i forreste række i nogle lavteknologiske styrker. Det store antal og alderen betyder tilsammen at disse kampvogne er lette og billige at købe, og selv om T-54/55 ganske klart ikke kan klare sig mod moderne kampvogne kan opgradering af pansring og ammunition dramatisk forbedre det gamle køretøjs præstationer i en grad, så det ikke kan ignoreres på slagmarken.
T-54/55 kampvogne har også mange alvorlige fejl. Dens lille størrelse er opnået ved at spare på pladsen inde i kampvognen og besætningens velfærd. Dette forårsager praktiske vanskeligheder, da det begrænser besætningens fysiske bevægelser og forsinker betjening af udstyret. Israelere, som anvendte T-54/55'er, som var erobret i krigene i 1967 og 1973 klagede til stadighed over dette, og det er stadig et prolem, som ikke kan løses ved opgraderinger. Den lave tårnprofil forhindrer også at kanonen kan sænkes mere end 5° (gennemsnittet for vestlige kampvogne er 10°), hvilket begrænser muligheden for at dække terrænet med beskydning fra en nedgravet position på en modsat skråning. Selv om begge kampvogne har stabiliserede kanoner, kan de i praksis kun skyde præcist når køretøjerne står stille (dette problem kan være løst i senere opgraderinger). 100 mm kanonen er knap så effektiv som senere kanoner på 120 eller 125 mm og har kun en chance mod tungt pansrede kampvogne når de affyrer specialammunition (såsom missiler). Ammunitionen inde i kampvognen er ikke afskærmet, hvilket øger sandsynligheden for at enhver gennemboring af panseret til kabinen kan resultere i en katastrofal sekundær eksplosion. Og selv om T-54/55 kampvogne kan opgraderes viste de forbløffende tab, som opgraderede irakiske kampvogne led overfor amerikanske M1 Abrams kampvogne under Operation Desert Storm begrænsningerne i dens design. T-54/55 kampvognene er ganske enkelt forældede og kan ikke forventes at have en chance overfor moderne modstandere.
T-54 er særligt sårbar. Den har ingen beskyttelse mod ABC-krigsførelse, et roterende gulv i tårnet (som vanskeliggjorde besætningens aktiviteter), og tidlige modeller havde ikke kanonstabilisator. Alle disse problemer blev rettet i T-55 modellen, som ellers stort set er identisk med T-54.

## Produktionshistorie

### USSR
T-54-1-produktionen foregik langsomt i begyndelsen, da kun tre køretøjer blev fremstillet i 1946 og 22 i 1947. 285 T-54-1 kampvogne blev bygget i 1948 af Stalin Ural kampvognsfabrik nr. 183 (Uralvagonzavod) i Nizhny Tagil. På dette tidspunkt erstattede den fuldstændig T-44 i produktionen på Uralvagonzavod (UVZ) i Nizhny Tagil og på Kharkov Diesel fabrik Nr. 75 (KhPZ).
Produktionen var imidlertid stoppet på grund af dårlig kvalitet og hyppige nedbrud. T-54-2 gik i produktion i 1949 (på Stalin Ural kampvognsfabrik nr. 183 (Uralvagonzavod) begyndte produktionen i 1950 og indtil årets slutning var der fremstillet 423 kampvogne). Der erstattede T-34 i produktionen på Omsk fabrik nr. 183 i 1950. I 1951 blev der fremstillet over 800 T-54-2 kampvogne. T-54-2 forblev i produktion indtil 1952. T-54A blev fremstillet mellem 1955 og 1957. T-54B blev fremstillet mellem 1957 og april 1959. T-55 blev fremstillet af Uralvagonzavod mellem 1958 og 1962. T-55K kommandokampvogne blev fremstillet fra 1959. TO-55 (Ob'yekt 482) flammekaster kampvognen blev fremstillet indtil 1962.
I alt blev der fremstillet 35.000 T-54-1, T-54-2, T-54 (T-54-3), T-54A, T-54B, T-54AK1, T-54AK2, T-54BK1 og T-54BK2 mellem 1946 og 1958 foruden 27.500 T-55, T-55A, T-55K1, T-55K2, T-55K3, T-55AK1, T-55AK2 og T-55AK3 mellem 1955 og 1981.

### Polen
Polen fremstillede 3.000 T-54, T-54A, T-54AD og T-54AM mellem 1956 og 1964 samt 5.000 T-55 (mellem 1958 og 1964), T-55L, T-55AD-1 og T-55AD-2 (mellem 1964 og 1979).

### Tjekkoslovakiet
Tjekkoslovakiet fremstillede 2.700 T-54A, T-54AM, T-54AK og T-54AMK mellem 1957 og 1966 samt 8.300 T-55 og T-55A mellem 1958 og 1983 (T-55A blev formentlig produceret fra 1964) (hovedparten af dem til eksport).

## Tjenestehistorie

### Sovjetunionen og den Russiske føderation
T-54/55 og T-62 var de to mest almindelige kampvogne i det sovjetiske arsenal i midten af 1970'erne og de to typer udgjorde tilsammen ca. 85 % af den sovjetiske hærs kampvogne.
T-54 kampvogne blev indsat under Opstanden i Ungarn, og nogle få blev ødelagt af molotovcocktails og ungarske anti-tank kanoner. De revolutionære afleverede en erobret T-54A til den britiske ambassade i Budapest. Undersøgelsen af den satte skub i udviklingen af den britiske L7 kampvognskanon.
I dag optræder T-62 og T-55 fortrinsvis i reserven. Aktive russiske enheder bruger fortrinsvis T-80 og T-72, samt et mindre antal T-90 kampvogne (T-90 er kun indført i nogle få enheder).

### Mellemøsten
Under Seksdageskrigen stod amerikanske M48 Patton, Centurions og endda opgraderede Super Sherman kampvogne overfor T-55'ere. Denne blanding af israelske kampvogne kædet sammen med overlegen planlægning og luftherredømme, viste sig mere end tilstrækkelig til at klare T-54/T-55 typerne.
Under Yom Kippur krigen i 1973 var kanonen på T-54A og T-55 ved at miste sin overlegenhed til den britiske 105 mm L7 kampvognskanon, som var monteret på israelske Centurion Mk V og M60A1 kampvogne. Israel erobrede mange T-55'ere fra Syrien og ikke mindst Ægypten i 1967, og satte nogle af dem i tjeneste. De blev opgraderet med 105 mm NATO-standard L7 eller M68 hovedkanon i stedet for de gamle sovjetiske 100 mm D-10, og en General Motors dieselmotor i stedet for de originale sovjetiske dieselmotorer. Israelerne kaldte dem for Tiran-5 middeltunge kampvogne, og de blev anvendt af reserveenheder indtil begyndelsen af 1990'erne. De fleste af dem blev herefter solgt til forskellige lande i den 3. verden, nogle i Latinamerika, og resten blev stærkt modificeret lavet til tunge pansrede mandskabsvogne under betegnelsen Achzarit.

### Vietnamkrigen
Under Vietnamkrigen kom kampvogne fra Nordvietnam første gang i kamp med sydvietnamesiske kampvogne under Operation Lam Son 719 i februar 1971. Under slaget ødelagde 17 M41 lette kampvogne fra den sydvietnamesiske hærs 1. pansrede brigade 22 nordvietnamesiske kampvogne: 6 T-54 og 16 PT-76 uden selv at lide tab. Påskesøndag 2. april 1972 fik det nyligt opstillede sydvietnamesiske 20. kampvognsregiment, som omfattede ca. 57 M48A3 Patton kampvogne (sydvietnamesiske regimenter svarede til amerikanske bataljoner, og eskadroner svarede til amerikanske delinger) rapporter om at en stor nordvietnamesisk kampvognskolonne var på vej mod Dong Ha (den første sydvietnamesiske by ved den demilitariserede zone omkring 17. breddegrad). Omkring kl. 12 middag observerede besætningerne på den 1. eskadron de fjendtlige kampvogne på vej sydpå ad hovedvej 1 mod Dong Ha, og slørede deres kampvogne med godt udsyn fra højtliggende terræn. Efter at have ventet på at den nordvietnamesiske kolonne var nået ind på en afstand af mellem 2.500-3.000 meter åbnede 90 mm kanonerne ild og ødelagde hurtigt 9 lette PT-76 kampvogne og to middeltunge T-54 kampvogne. De resterende nordvietnamesiske kampvogne, som ikke kunne se fjenden, vendte om og trak sig tilbage.
Den 9. april 1972 kæmpede alle tre eskadroner fra 20. kampvognsregiment mod fjendtlige kampvogne og beskød kampvogne ledsaget af infanteri, igen mens de befandt sig på højtliggende område. Patton-kampvognene åbnede ild på ca. 2.800 meters afstand. Modparten affyrede nogle få granater, men de faldt for kort og de nordvietnamesiske kampvogne begyndte at spredes. Ved dagens slutning havde 20. kampvognsregiment ødelagt alle 16 T-54 og erobret en Type 59 uden egne tab.
Nordvietnamesiske panserstyrker udstyret med T-54 kampvogne opnåede en af deres største sejre i april 1972 da det nordvietnamesiske 203. pansrede regiment angreb den sydvietnamesiske 22. infanteridivision ved Tan Canh, som kontrollerede hovedvejen ind i byen Kontum. Efter en to-dages spærreild angreb 18 T-54 kampvogne den 22. division ved daggry fra to retninger og slog den sydvietnamesiske enhed på flugt.
Den 30. april 1975 brød T-54 kampvogn no. 843 fra det nordvietnamesiske 203. pansrede regiment gennem porten til det det sydvietnamesiske præsidentpalads og signalerede dermed afslutningen på krigen.

### Andre krige
T-54 kampvogne blev også anvendt under Borgerkrigen i Cambodia.
Under den Indisk-pakistanske krig (1971) anvendte Indien T-55'er i Chaamb mod Pakistans M48 Patton, M24 Chaffee og kinesiske Type 59 kampvogne. Inderne havde fordel af infrarøde natkikkerter og bedre panserbrydende granater.
Under den ugandisk-tanzaniske krig i 1978-79, sendte Libyen en ekspeditionsstyrke af sted for at støtte den ugandiske diktator Idi Amin, og den omfattede nogle få dusin T-54/55 kampvogne. Nogle af disse kom i kamp mod tanzaniske styrker.
Polske T-55L kampvogne blev sat ind under undtagelsestilstanden i Polen for at intimidere befolkningen og undertrykke åben modstand mod det kommunistiske styre.
T-54/T-55 kampvogne var i kamp mod sydafrikanske og UNITA styrker under krigen i Angola. Den sovjetiske kampvogns pålidelighed og hårdførhed passede til det krævende afrikanske miljø, men et betydeligt antal T-54/T-55 kampvogne blev ødelagt af sydafrikanske Olifant kampvogne, artilleribeskydning og trådstyrede missiler under adskillige kampe.
T-55 var den mest talrige kampvogn i den jugoslaviske hær. Den var hovedkomponenten i de pansrede enheder under de jugoslaviske krige, hvor den viste sig sårbar overfor infanteri udstyret med panserværnsraketter, og ved fejlagtigt at blive indsat i byområder og uhensigtsmæssigt terræn; men der var for mange af dem i tjeneste til at de kunne blive udskiftet. Under slaget om Vukovar, hvor den jugoslaviske hær indsatte de fleste af sine kampvogne, blev mange ødelagt, næsten udelukkende af infanteribårne panserværnsvåben. T-55 forblev indtil for nylig den mest almindelige kampvogn i de jugoslaviske lande og var den mest anvendte kampvogn af alle hære under krigene. T-55 blev også anvendt af Jugoslavien og Makedonien i Kosovo krigen og Makedonien konflikten.
Kina solgte tusindvis af Type 69 kampvogne til såvel Iran som Irak under den Iran-Irak-krigen i 1980-1988. Nogle kom i kamp under Golfkrigen i 1991 og Irakkrigen i 2003.
T-55 er også blevet anvendt af Etiopien i den aktuelle konflikt i Somalia.
Den srilankanske hær brugte T-55'er under borgerkrigen mod De Tamilske Tigre. En T-55, som tilhørte tigrene, blev ødelagt den 6. april 2009 ifølge rapporter i medierne. Det var en model fremstillet i Tjekkoslovakiet, og anskaffet af tigrene i 2001 eller 2002.

## Brugere og varianter
T-55 er blevet anvendt verden over af op mod 50 lande og bevægelser. De har været genstand for mange forbedringer ved fremstillingen og efterfølgende, og mange er stadig i tjeneste.
Ændringerne af T-54/55 serierne har i årenes løb ændret næsten alle aspekter ved køretøjet. De første sovjetiske ændringer vedrørte udformningen af tårnet, forbedret beskyttelse mod ABC-krigsførelse og en forbedret motor. Senere blev der tilføjet bedre ildledningskontroludstyr og natkikkertudstyr.
Udenlandske forbedringer, såvel i Warszawapagt lande og andre steder har yderligere forbedret pansringen, motoren og ildkraften. T-54/55 har fået forbedrede kampvognskanoner, antiluftskyts maskingeværer, avanceret pansring og teknologier, såsom laser afstandsmålere og computerbaserede ildledningssystemer, som ikke eksisterede, da kampvognen så dagens lys i starten af Den kolde krig.

## Eksterne kilder
- T-54-1, T-54-2 Arkiveret 28. februar 2010 hos  Wayback Machine, T-55AM Arkiveret 13. december 2009 hos  Wayback Machine, T-55AM2 Arkiveret 26. december 2009 hos  Wayback Machine Yderligere fotos
- Cuban T-55
- Tekniske data og billeder af T-55 fra ArmyRecognition.com
- T-55 Varianter og billeder på Prime Portal
- T-55 Arkiveret 15. maj 2011 hos  Wayback Machine